# كونستانس بينيت
كونستانس كامبل بينيت (بالإنجليزية: Constance Bennett)‏ (22 أكتوبر 1904 - 24 يوليو 1965) ممثلة سينمائية أمريكية في المسرح والسينما والإذاعة والتلفزيون. وكانت أحد نجوم هوليوود خلال عشرينيات وثلاثينيات القرن الماضي.

## روابط خارجية
- Constance Bennett Website
- كونستانس بينيت على موقع IMDb (الإنجليزية)
- كونستانس بينيت على موقع الموسوعة البريطانية (الإنجليزية)
- كونستانس بينيت على موقع روتن توميتوز (الإنجليزية)
- كونستانس بينيت على موقع ألو سيني (الفرنسية)
- كونستانس بينيت على موقع ميوزك برينز (الإنجليزية)
- كونستانس بينيت على موقع تيرنر كلاسيك موفيز (الإنجليزية)
- كونستانس بينيت على موقع أول موفي (الإنجليزية)
- كونستانس بينيت على موقع قاعدة بيانات برودواي على الإنترنت (الإنجليزية)
- كونستانس بينيت على موقع قاعدة بيانات الأفلام السويدية (السويدية)
- كونستانس بينيت على موقع إن إن دي بي (الإنجليزية)
- Constance Bennett Photo Gallery
- Photographs and literature